# Eliminatórias da Copa do Mundo de Rugby de 2007 - África
As Eliminatórias da Copa do Mundo de Rugby de 2007 havia uma vaga disponível para as equipes Africanas, e um lugar na repescagem. 

## Fase 1a

### Grupo do Norte
| 12 de março de 2005 |      |         |       |
| Senegal             | 46-6 | Nigéria | Dakar |
|                     |      |         | Dakar |

| 26 de março de 2005 |     |         |        |
| Camarões            | 0-6 | Senegal | Douala |
|                     |     |         | Douala |

| 16 de abril de 2005 |      |          |       |
| Nigéria             | 8-18 | Camarões | Lagos |
|                     |      |          | Lagos |

#### Classificação
| Seleção  | Vitórias | Empates | Derrotas | Pontos a favor | Pontos contra | Pontos |
| -------- | -------- | ------- | -------- | -------------- | ------------- | ------ |
| Senegal  | 2        | 0       | 0        | 52             | 6             | 6      |
| Camarões | 1        | 0       | 1        | 18             | 14            | 4      |
| Nigéria  | 0        | 0       | 2        | 14             | 64            | 2      |

Senegal qualificada no playoff

### Grupo do Sul
| 12 de março de 2005 |       |        |         |
| Essuatíni           | 24-23 | Zâmbia | Mbabane |
|                     |       |        | Mbabane |

| 9 de abril de 2005 |       |          |        |
| Zâmbia             | 28-24 | Botswana | Lusaka |
|                    |       |          | Lusaka |

| 23 de abril de 2005 |       |           |  |
| Botswana            | 19-12 | Essuatíni |  |
|                     |       |           |  |

#### Classificação
| Seleção   | Vitórias | Empates | Derrotas | Pontos a favor | Pontos contra | Pontos |
| --------- | -------- | ------- | -------- | -------------- | ------------- | ------ |
| Zâmbia    | 1        | 0       | 1        | 51             | 48            | 4      |
| Botswana  | 1        | 0       | 1        | 43             | 40            | 4      |
| Essuatíni | 1        | 0       | 1        | 36             | 42            | 4      |

Zâmbia qualificada no playoff

### Playoff
| 28 de maio de 2005 |       |        |  |
| Senegal            | 22-14 | Zâmbia |  |
|                    |       |        |  |

| 4 de junho de 2005 |      |         |  |
| Zâmbia             | 6-13 | Senegal |  |
|                    |      |         |  |

Senegal ganhou 35-20 e avançou para a Fase 1b

## Fase 1b

### Grupo A
| 25 de junho de 2005 |       |         |  |
| Zimbabwe            | 21-15 | Senegal |  |
|                     |       |         |  |

| 9 de julho de 2005 |      |                 |  |
| Senegal            | 6-20 | Costa do Marfim |  |
|                    |      |                 |  |

| 23 de julho de 2005 |      |          |  |
| Costa do Marfim     | 33-3 | Zimbabwe |  |
|                     |      |          |  |

#### Classificação
| Seleção         | Vitórias | Empates | Derrotas | Pontos a favor | Pontos contra | Pontos |
| --------------- | -------- | ------- | -------- | -------------- | ------------- | ------ |
| Costa do Marfim | 2        | 0       | 0        | 53             | 9             | 6      |
| Zimbabwe        | 1        | 0       | 1        | 24             | 48            | 4      |
| Senegal         | 0        | 0       | 2        | 21             | 41            | 2      |

Costa do Marfim qualificada para a Fase 2, Zimbabwe qualificado para o Playoff

### Grupo B
| 11 de junho de 2005 |       |            |  |
| Quênia              | 24-24 | Madagáscar |  |
|                     |       |            |  |

| 25 de junho de 2005 |     |        |  |
| Uganda              | 5-8 | Quênia |  |
|                     |     |        |  |

| 10 de julho de 2005 |       |        |  |
| Madagáscar          | 14-18 | Uganda |  |
|                     |       |        |  |

| Seleção    | Vitórias | Empates | Derrotas | Pontos a favor | Pontos contra | Pontos |
| ---------- | -------- | ------- | -------- | -------------- | ------------- | ------ |
| Quênia     | 1        | 1       | 0        | 32             | 29            | 5      |
| Uganda     | 1        | 0       | 1        | 23             | 22            | 4      |
| Madagáscar | 0        | 1       | 1        | 38             | 42            | 3      |

Quênia qualificado para a Fase 2, Uganda qualificado para o Playoff

### Playoff
| 6 de agosto de 2005 |       |        |        |
| Zimbabwe            | 22-16 | Uganda | Harare |
|                     |       |        | Harare |

| 20 de agosto de 2005 |      |          |         |
| Uganda               | 20-9 | Zimbabwe | Kampala |
|                      |      |          | Kampala |

Uganda ganhou 36-31 e avançou para a Fase 2

## Fase 2

### Grupo 1
| 27 de maio de 2006 |       |        |          |
| Namíbia            | 84-12 | Quênia | Windhoek |
|                    |       |        | Windhoek |

| 10 de junho de 2006 |       |         |         |
| Quênia              | 25-21 | Tunísia | Nairobi |
|                     |       |         | Nairobi |

| 1 de julho de 2006 |      |         |       |
| Tunísia            | 24-7 | Namíbia | Tunis |
|                    |      |         | Tunis |

| 9 de setembro se 2006 |       |         |         |
| Quênia                | 30-26 | Namíbia | Nairobi |
|                       |       |         | Nairobi |

| 23 de setembro de 2006 |       |        |       |
| Tunísia                | 31-12 | Quênia | Tunis |
|                        |       |        | Tunis |

| 7 de outubro de 2006 |       |         |          |
| Namíbia              | 23-15 | Tunísia | Windhoek |
|                      |       |         | Windhoek |

#### Classificação
| Seleção | Vitórias | Empates | Derrotas | Pontos a favor | Pontos contra | Pontos |
| ------- | -------- | ------- | -------- | -------------- | ------------- | ------ |
| Namíbia | 2        | 0       | 2        | 132            | 89            | 8      |
| Tunísia | 2        | 0       | 2        | 99             | 59            | 8      |
| Quênia  | 2        | 0       | 2        | 79             | 162           | 8      |

Namibia qualificada para a Fase 3

### Grupo 2
| 3 de junho de 2006 |      |        |            |
| Marrocos           | 36-3 | Uganda | Casablanca |
|                    |      |        | Casablanca |

| 17 de junho de 2006 |     |          |         |
| Costa do Marfim     | 9-9 | Marrocos | Abidjan |
|                     |     |          | Abidjan |

| 1 de julho de 2006 |      |                 |         |
| Uganda             | 30-7 | Costa do Marfim | Kampala |
|                    |      |                 | Kampala |

| 9 de setembro se 2006 |     |          |         |
| Uganda                | 3-5 | Marrocos | Kampala |
|                       |     |          | Kampala |

| 23 de setembro de 2006 |      |        |         |
| Costa do Marfim        | 18-7 | Uganda | Abidjan |
|                        |      |        | Abidjan |

| 7 de outubro de 2006 |      |                 |            |
| Marrocos             | 23-7 | Costa do Marfim | Casablanca |
|                      |      |                 | Casablanca |

#### Classificação
| Seleção         | Vitórias | Empates | Derrotas | Pontos a favor | Pontos contra | Pontos |
| --------------- | -------- | ------- | -------- | -------------- | ------------- | ------ |
| Marrocos        | 3        | 1       | 0        | 73             | 22            | 11     |
| Costa do Marfim | 1        | 1       | 2        | 41             | 69            | 7      |
| Uganda          | 1        | 0       | 3        | 43             | 66            | 6      |

Marrocos qualificada para a Fase 3.

## 3 Fase
| 28 de outubro de 2006 |      |          |          |
| Namíbia               | 25-7 | Marrocos | Windhoek |
|                       |      |          | Windhoek |

| 11 de novembro de 2006 |      |         |            |
| Marrocos               | 8-27 | Namíbia | Casablanca |
|                        |      |         | Casablanca |

Namibia qualificada para a Fase Final da Copa do Mundo de Rugby de 2007.

Marrocos qualificada para as Repescagem

## Ver tambem
- Eliminatórias da Copa do Mundo de Rugby de 2007